# Ванадинит
Ванадини́т — минерал, ванадат свинца с дополнительными анионами Cl- из надгруппы апатита. 

## История открытия
Открыт мексиканским химиком дель Рио под именем «коричневый свинец» в 1801 году вместе с элементом ванадием. Первенство дель Рио не было признано европейскими химиками из-за ошибки при анализе образца, и сам дель Рио посчитал, что открыл всего лишь хромат свинца, а соединения ванадия как и недавно открытый хром имеют изменчивую окраску. Уже после признания ошибки в 1830 году данный минерал был заново в 1838 году открыт в Зимапане, штат Идальго, Мексика, и получил название «ванадинит» из-за высокого содержания ванадия. Другие названия, которые он получал с тех пор — джонстонит и свинцовый ванадат.

## Свойства
Химический состав Pb5[VO4]3Cl; кристаллизуется в гексагональной сингонии. Встречается в виде мелких призматических, игольчатых или таблитчатых кристаллов, почковидных скоплений и землистых масс. Цвет жёлтый и красный до красно-бурого. Твёрдость 2,75 — 3, удельный вес 6,66 — 7,1. Хрупок. Находится в зоне окисления некоторых свинцово-цинковых месторождений. Относительно редок, но при значительных скоплениях используется как руда ванадия. Является вторичным минералом, то есть образуется только из других минералов.

## Распространение
Местонахождения довольно многочисленны. Коллекционные хорошо образованные кристаллы ванадинита добываются на месторождении Мибладен в Марокко. Известны также кристаллы ванадинита из месторождений в штатах Аризона и Нью-Мексико (США), в Узбекистане, Мексике и Аргентине.